# Dwór w Międzyborzu
Dwór w Międzyborzu – zabytkowy dwór  w miejscowości Międzybórz.
Piętrowy dwór wybudowany na planie prostokąta, kryty wysokim dachem czterospadowym. Od frontu ryzalit zwieńczony dachem dwuspadowym w szczycie.
W skład zespołu dworskiego, przy ul. Wrocławskiej 2 wchodzą: dwór z pierwszej ćwierci XX w. i spichrz z trzeciej ćwierci XVIII w. W dworze mieści się obecnie Zespół Szkół Ponadpodstawowych.